# Ilse Drieling
Ilse Drieling (* 29. April 1909 in Magdeburg; † 10. August 1994 in Neunkirchen-Seelscheid) war eine deutsche Leichtathletin, die in den 1920er-Jahren aktiv war.
Im Jahr 1927 war sie Mitglied einer 4-mal-100-Meter-Staffel, die in der Besetzung Anneliese Jacke als Startläuferin, Lieselotte Hellmann und Zwillingsschwester Rose Drieling am 7. August in Breslau in exakt 50 Sekunden den ein Jahr zuvor von Lilli Henoch, Charlotte Köhler, Gerda Pöting und Cläre Voss in Köln aufgestellten deutschen Rekord um vier Zehntel verbesserte. Diese Zeit wurde von der FSFI als Weltrekord notiert. Er hatte ein knappes Jahr Bestand, ehe Rosa Kellner, Luise Holzer, Agathe Karrer und Lisa Gelius erstmals unter 50 Sekunden blieben (49,8 s).
Ferner kam Ilse Drieling dreimal unter die Top 25 der Weltbestenliste, und zwar 1926 über 100 Meter (12,9 s/Platz 25) sowie 1927 und 1928 jeweils über 200 Meter (27,6 s/Platz 21 bzw. 26,9 s/Platz 17).
Sie startete 1932 im Fünfkampf für den Frauen-SC Magdeburg.